# Liste des joueurs de l'Association sportive de Salé
Cet article regroupe les joueurs de la Association sportive de Salé depuis 1976.

## A
- Haut – A
- B
- C
- D
- E
- F
- G
- H
- I
- J
- K
- L
- M
- N
- O
- P
- Q
- R
- S
- T
- U
- V
- W
- X
- Y
- Z

| Nom                   | Période          | Nationalité | Réf.   |
| --------------------- | ---------------- | ----------- | ------ |
| Abdelfattah Fakhouri  | 2009-2010        | Maroc       | [ 1 ]  |
| Abdelghani Semami     | 2009-2013        | Maroc       | [ 2 ]  |
| Abdel Haq Talhaoui    | 2009-2010        | Maroc       | [ 3 ]  |
| Abdelhamid Boukhriss  | 2002-2004        | Maroc       | [ 4 ]  |
| Abdeljaouad Ougaddoum | 2005-2009        | Maroc       | [ 5 ]  |
| Abdelkabir Moufakir   | 2011-2012        | Maroc       | [ 6 ]  |
| Abderrahmane Laabi    | 2007-2009 2012 - | Maroc       | [ 7 ]  |
| Abderrazak Barouch    | 2010-2012        | Maroc       | [ 8 ]  |
| Abdessamad Bouzidi    | 2006-2008        | Maroc       | [ 9 ]  |
| Abdessamad Safrioui   | 2009-2012        | Maroc       | [ 10 ] |
| Abd Illah Fathi       | 2007-2009        | Maroc       | [ 11 ] |
| Aboubakr Ben Sghir    | 2008-2012        | Maroc       | [ 12 ] |
| Adil El Jetti         | 2012-            | Maroc       | [ 13 ] |
| Adil Sarraj           | 2016-            | Maroc       | [ 14 ] |
| Adnane Mestitaf       | 2010-2011        | Maroc       | [ 15 ] |
| Ahmed Ajeddou         | 2015-2016        | Maroc       | [ 16 ] |
| Ahmed Barrahma        | 2011-2013        | Maroc       | [ 17 ] |
| Ahmed Fathi           | 2009-2011 2013 - | Maroc       | [ 18 ] |
| Ali Ouchela           | 2012-            | Maroc       | [ 19 ] |
| Aliyou Konte          | 2008-2009        | Mali        | [ 20 ] |
| Amine Chibani         | 2009 -           | Maroc       | [ 21 ] |
| Amine Ezzoubair       | 2011 - 2012      | Maroc       | [ 22 ] |
| Ayoub El Asri         | 2009-2013        | Maroc       | [ 23 ] |
| Ayoub Esbaa           | 2008-2010        | Maroc       | [ 24 ] |
| Ayoub Moudni          | 2005-2006        | Maroc       | [ 25 ] |

## B
- Haut – A
- B
- C
- D
- E
- F
- G
- H
- I
- J
- K
- L
- M
- N
- O
- P
- Q
- R
- S
- T
- U
- V
- W
- X
- Y
- Z

| Nom             | Période   | Nationalité | Réf.   |
| --------------- | --------- | ----------- | ------ |
| Badou Zaki      | 1976-1978 | Maroc       | [ 26 ] |
| Bouchaib Damdam | 2008      | Maroc       | [ 27 ] |

## C
- Haut – A
- B
- C
- D
- E
- F
- G
- H
- I
- J
- K
- L
- M
- N
- O
- P
- Q
- R
- S
- T
- U
- V
- W
- X
- Y
- Z

| Nom            | Période     | Nationalité | Réf.   |
| -------------- | ----------- | ----------- | ------ |
| Chafiq Ziad    | 2009 - 2012 | Maroc       | [ 28 ] |
| Chawki Benaich | 2009        | Maroc       | [ 29 ] |
| Charaf Bassam  | 2010 - 2012 | Maroc       | [ 30 ] |

## D
- Haut – A
- B
- C
- D
- E
- F
- G
- H
- I
- J
- K
- L
- M
- N
- O
- P
- Q
- R
- S
- T
- U
- V
- W
- X
- Y
- Z

| Nom        | Période   | Nationalité   | Réf.   |
| ---------- | --------- | ------------- | ------ |
| Didi Gnepa | 2009-2010 | Côte d'Ivoire | [ 31 ] |

## E
- Haut – A
- B
- C
- D
- E
- F
- G
- H
- I
- J
- K
- L
- M
- N
- O
- P
- Q
- R
- S
- T
- U
- V
- W
- X
- Y
- Z

| Nom                 | Période   | Nationalité | Réf.   |
| ------------------- | --------- | ----------- | ------ |
| Edno Da Silva       | 2008-2009 | Brésil      | [ 32 ] |
| El Houssaine Ouchla | 2009-2010 | Maroc       | [ 33 ] |
| El Mehdi Ayache     | 2011-2012 | Maroc       | [ 34 ] |
| El Mehdi Barrahma   | 2012-2013 | Maroc       | [ 35 ] |
| El Mehdi Sidqy      | 2007-2008 | Maroc       | [ 36 ] |

## F
- Haut – A
- B
- C
- D
- E
- F
- G
- H
- I
- J
- K
- L
- M
- N
- O
- P
- Q
- R
- S
- T
- U
- V
- W
- X
- Y
- Z

| Nom                     | Période   | Nationalité        | Réf.   |
| ----------------------- | --------- | ------------------ | ------ |
| Faissal Daif            | 2009-2010 | Maroc              | [ 37 ] |
| Fousseny Kamissoko (en) | 2009-2010 | Guinée équatoriale | [ 38 ] |

## H
- Haut – A
- B
- C
- D
- E
- F
- G
- H
- I
- J
- K
- L
- M
- N
- O
- P
- Q
- R
- S
- T
- U
- V
- W
- X
- Y
- Z

| Nom               | Période     | Nationalité | Réf.   |
| ----------------- | ----------- | ----------- | ------ |
| Haman Sadjo (en)  | 2006        | Cameroun    |        |
| Hamdi Laachir     | 2009-2015   | Maroc       | [ 39 ] |
| Hamza Hamouddi    | 2012 - 2013 | Maroc       | [ 40 ] |
| Hassan Boumezgane | 2009 - 2011 | Maroc       | [ 41 ] |
| Hicham Guallouch  | 2009 -      | Maroc       | [ 42 ] |
| Hicham Moussafi   | 2009 - 2012 | Maroc       | [ 43 ] |
| Houcine Saidi     | 2009 - 2010 | Maroc       | [ 44 ] |

## I
- Haut – A
- B
- C
- D
- E
- F
- G
- H
- I
- J
- K
- L
- M
- N
- O
- P
- Q
- R
- S
- T
- U
- V
- W
- X
- Y
- Z

| Nom                      | Période         | Nationalité   | Réf.   |
| ------------------------ | --------------- | ------------- | ------ |
| Ibrahima Ouatara         | 2009-2011       | Côte d'Ivoire | [ 45 ] |
| Imad El Hafidi           | 2009-2010 -2012 | Maroc         | [ 46 ] |
| Ismael Morissana Sangare | 2010-2012       | Côte d'Ivoire | [ 47 ] |
| Ismaïl Kouha             | 2009-2010       | Maroc         | [ 48 ] |

## J
- Haut – A
- B
- C
- D
- E
- F
- G
- H
- I
- J
- K
- L
- M
- N
- O
- P
- Q
- R
- S
- T
- U
- V
- W
- X
- Y
- Z

| Nom            | Période   | Nationalité | Réf.   |
| -------------- | --------- | ----------- | ------ |
| Jalal El Kindi | 2010      | Maroc       | [ 49 ] |
| Jonathan Mbo   | 2009-2011 | Congo       | [ 50 ] |

## K
- Haut – A
- B
- C
- D
- E
- F
- G
- H
- I
- J
- K
- L
- M
- N
- O
- P
- Q
- R
- S
- T
- U
- V
- W
- X
- Y
- Z

| Nom                          | Période                       | Nationalité   | Réf.   |
| ---------------------------- | ----------------------------- | ------------- | ------ |
| Karamogho Moussa Traoré (de) | 2013-2014                     | Mauritanie    |        |
| Khalid El Oualji             | 2011-2012                     | Maroc         | [ 51 ] |
| Khalid Najih                 | 2006-2007 2008-2009 2012-2013 | Maroc         | [ 52 ] |
| Khalid Sbai                  | 2008-2009                     | Maroc         | [ 53 ] |
| Koffi Olié (en)              | 2009-2010                     | Côte d'Ivoire | [ 54 ] |

## L
- Haut – A
- B
- C
- D
- E
- F
- G
- H
- I
- J
- K
- L
- M
- N
- O
- P
- Q
- R
- S
- T
- U
- V
- W
- X
- Y
- Z

| Nom                 | Période | Nationalité | Réf.   |
| ------------------- | ------- | ----------- | ------ |
| Larbi Naji          | 2013    | Maroc       | [ 55 ] |
| Lhoussaine Essaiydy | 2008 -  | Maroc       | [ 56 ] |

## M
- Haut – A
- B
- C
- D
- E
- F
- G
- H
- I
- J
- K
- L
- M
- N
- O
- P
- Q
- R
- S
- T
- U
- V
- W
- X
- Y
- Z

| Nom                 | Période             | Nationalité | Réf.   |
| ------------------- | ------------------- | ----------- | ------ |
| Mbaye Badji (en)    | 1999-2000           | Sénégal     | [ 57 ] |
| Moctar Cissé (en)   | 2016                | Mali        | [ 58 ] |
| Mohamed Ait Abbou   | 2009-2012 2013-2014 | Maroc       | [ 59 ] |
| Mohamed Amine Kabli | 2000-2006 2013-     | Maroc       | [ 60 ] |
| Mohamed Arsalane    | 2008-2012           | Maroc       | [ 61 ] |
| Mohamed Benhalib    | 2011-2012           | Maroc       | [ 62 ] |
| Mohamed Borji       | 2009-2011           | Maroc       | [ 63 ] |
| Mohamed Hamdan      | 2009-2011 2012-2013 | Maroc       | [ 64 ] |
| Mohamed Jaouad      | 2007-2008           | Maroc       | [ 65 ] |
| Mohamed Zouidi      | 2004-2010           | Maroc       | [ 66 ] |
| Mohammed Akid       | 2013-2014           | Maroc       | [ 67 ] |
| Mohammed El Mamouni | 2011-2012           | Maroc       | [ 68 ] |
| Mouncif El Haddaoui |                     | Maroc       |        |
| Mourad Bennouna     | 2004-               | Maroc       | [ 69 ] |
| Mourad Bentouja     | 2007-2009 2010-2012 | Maroc       | [ 70 ] |

## N
- Haut – A
- B
- C
- D
- E
- F
- G
- H
- I
- J
- K
- L
- M
- N
- O
- P
- Q
- R
- S
- T
- U
- V
- W
- X
- Y
- Z

| Nom                     | Période   | Nationalité | Réf.   |
| ----------------------- | --------- | ----------- | ------ |
| Nabil Daoudi            | 2003-2004 | Maroc       | [ 71 ] |
| Najib Echrifi El Alaoui | 2011-2012 | Maroc       | [ 72 ] |
| Nourredine Souieb       | 2010-2011 | Maroc       | [ 73 ] |

## O
- Haut – A
- B
- C
- D
- E
- F
- G
- H
- I
- J
- K
- L
- M
- N
- O
- P
- Q
- R
- S
- T
- U
- V
- W
- X
- Y
- Z

| Nom             | Période   | Nationalité | Réf.   |
| --------------- | --------- | ----------- | ------ |
| Omar Chiba      | 2012-2013 | Maroc       | [ 74 ] |
| Ouissem Mokrane | 2009-2010 | Algérie     | [ 75 ] |
| Oussama El Asri | 2009-2011 | Maroc       | [ 76 ] |

## R
- Haut – A
- B
- C
- D
- E
- F
- G
- H
- I
- J
- K
- L
- M
- N
- O
- P
- Q
- R
- S
- T
- U
- V
- W
- X
- Y
- Z

| Nom                 | Période     | Nationalité | Réf.   |
| ------------------- | ----------- | ----------- | ------ |
| Rabie Frindi        | 2010        | Maroc       | [ 77 ] |
| Rafik Kharbach      | 2011 - 2012 | Maroc       | [ 78 ] |
| Redouanne El Ouardi | 2011 - 2012 | Maroc       | [ 79 ] |
| Roméo Ayessa        | 2004 - 2006 | Congo       | [ 80 ] |

## S
- Haut – A
- B
- C
- D
- E
- F
- G
- H
- I
- J
- K
- L
- M
- N
- O
- P
- Q
- R
- S
- T
- U
- V
- W
- X
- Y
- Z

| Nom            | Période   | Nationalité | Réf.   |
| -------------- | --------- | ----------- | ------ |
| Said El Moumen | 2009-2012 | Maroc       | [ 81 ] |
| Said Rouani    | 2009-2010 | Maroc       | [ 82 ] |

## T
- Haut – A
- B
- C
- D
- E
- F
- G
- H
- I
- J
- K
- L
- M
- N
- O
- P
- Q
- R
- S
- T
- U
- V
- W
- X
- Y
- Z

| Nom            | Période | Nationalité | Réf.   |
| -------------- | ------- | ----------- | ------ |
| Taoufik Stitou | 2011-   | Maroc       | [ 83 ] |

## W
- Haut – A
- B
- C
- D
- E
- F
- G
- H
- I
- J
- K
- L
- M
- N
- O
- P
- Q
- R
- S
- T
- U
- V
- W
- X
- Y
- Z

| Nom            | Période   | Nationalité | Réf.   |
| -------------- | --------- | ----------- | ------ |
| Wadie El Karam | 2008-2009 | Maroc       | [ 84 ] |

## Y
- Haut – A
- B
- C
- D
- E
- F
- G
- H
- I
- J
- K
- L
- M
- N
- O
- P
- Q
- R
- S
- T
- U
- V
- W
- X
- Y
- Z

| Nom                | Période   | Nationalité | Réf.   |
| ------------------ | --------- | ----------- | ------ |
| Yassine Bikechtati | 2009-2011 | Maroc       | [ 85 ] |
| Younes Sina        | 2009-2012 | Maroc       | [ 86 ] |
| Youssef El Gnaoui  | 2009-2014 | Maroc       | [ 87 ] |
| Youssef El Jebli   | 2009-2010 | Maroc       | [ 88 ] |

## Z
- Haut – A
- B
- C
- D
- E
- F
- G
- H
- I
- J
- K
- L
- M
- N
- O
- P
- Q
- R
- S
- T
- U
- V
- W
- X
- Y
- Z

| Nom               | Période   | Nationalité | Réf.   |
| ----------------- | --------- | ----------- | ------ |
| Zaid Mohamed Fall | 2010-2011 | Sénégal     | [ 89 ] |